# Cecília Metel·la (filla de Metel Crètic)

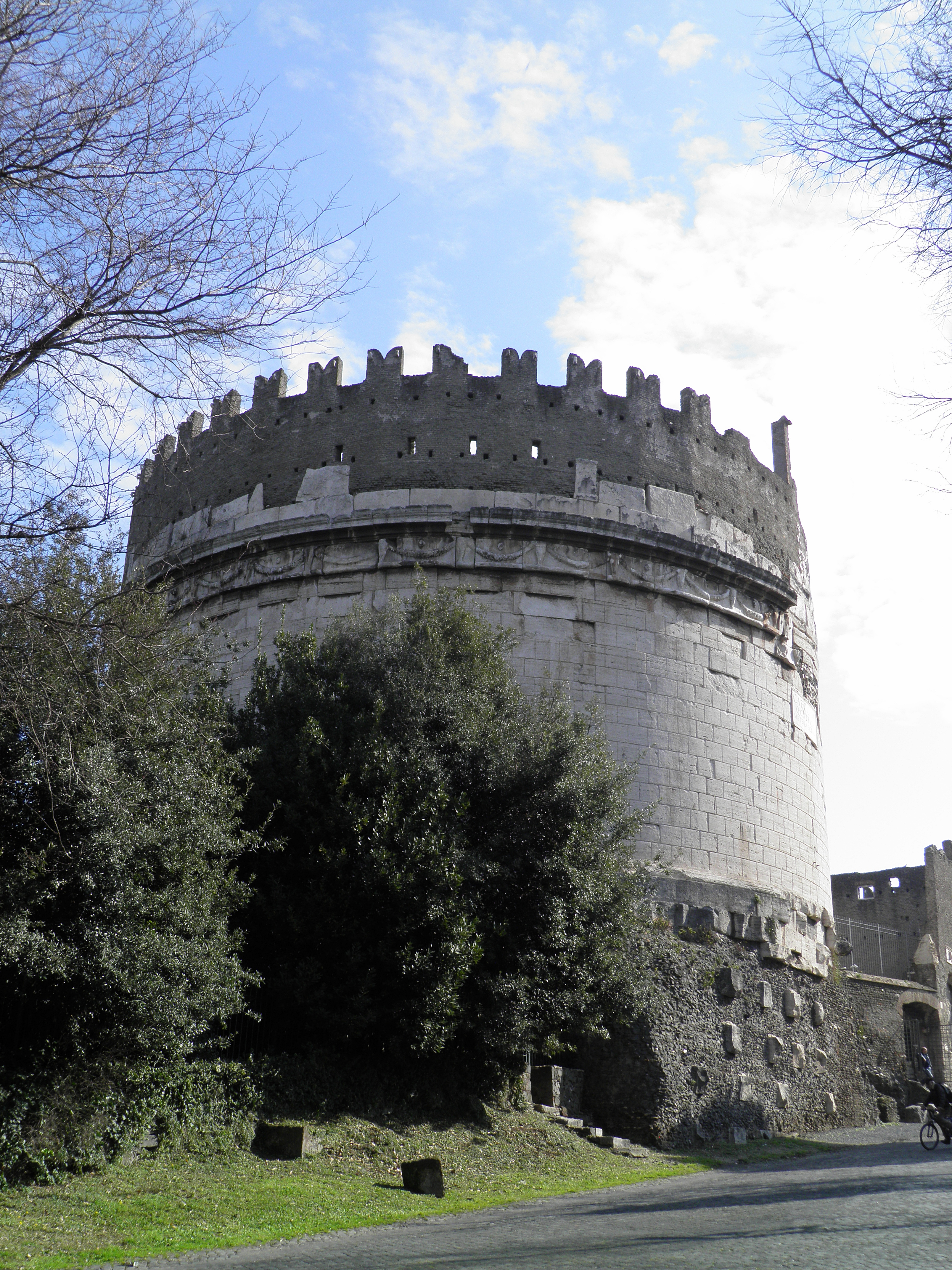
Vista del Mausoleu de Cecília Metel·la

Cecília Metel·la (llatí: Cæcilia Metella; nascuda cap a l'any 100 aC i morta l'any 69 aC) era filla de Quint Cecili Metel Crètic, cònsol l'any 69 aC. Es va casar amb Marc Licini Cras el Jove, legat de Juli Cèsar, fill i hereu del Triumvir Marc Licini Cras i la seva esposa Àccia Tertul·la.
Van tenir un fill anomenat Marc Licini Cras Dives (cònsol el 30 aC), a qui August li va negar l'spolia opima, com a part de la seva política de remarcar la importància de l'emperador i reduir la dels seus generals.
Aquesta Cecília Metel·la sembla haver estat molt diferent de les altres dones contemporànies del seu llinatge, perquè va viure i va morir discretament, llevat del fet que el seu marit li erigí el cèlebre mausoleu en honor seu a la Via Àpia, actualment un dels monuments més admirats de Roma.

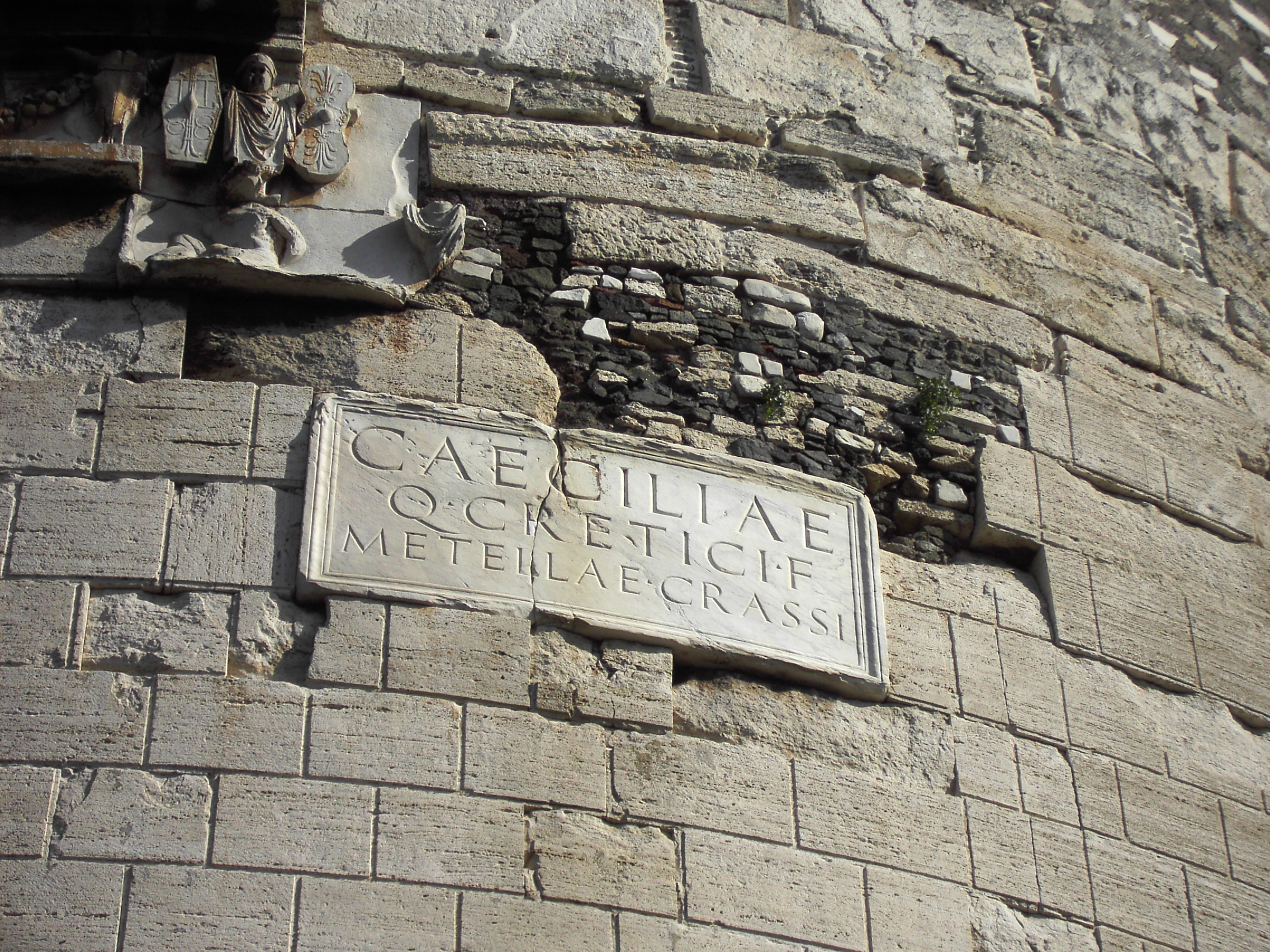
Inscripció relativa a Cecília Metel·la, cunyada de Cras, germana de Quint Cecili Metel Crètic

Situat dalt d'un turó, el monument domina majestuós el paisatge dels voltants. Sobre una base rectangular de set metres d'alçada, es presenta una magnífica torre circular d'onze metres d'alçada i un diàmetre de vint-i-nou. Actualment, es troba completada en alçada per fortificacions erigides en època medieval.
Una inscripció senzilla senyoreja la façana, adreçada als passavolants de la Via Àpia al llarg dels segles:
CAECILIAE / Q. CRETICI F. / METELLAE CRASSI (A Cecília Metel·la, filla de Quint Crètic, [i esposa] de Cras).